# 2022年のフンガ・トンガ噴火
2022年のフンガ・トンガ＝フンガ・ハアパイ火山の大規模噴火（2022ねんのフンガ・トンガ＝フンガ・ハアパイかざんのだいきぼふんか）は、現地時間の2022年1月15日17時ごろ（UTC+13）に南太平洋、トンガのフンガ・トンガ＝フンガ・ハアパイ火山で発生した海底火山の大規模な爆発的噴火（カルデラ噴火）である。見かけ噴出量は6-7km3、火山爆発指数は少なくともVEI-5と推定され、噴火によって発生した衝撃波（空振）は1883年クラカタウ噴火に匹敵する規模、過去100年以上の自然現象としてはもっとも強力な例であり、米国が保有する最大の核爆弾にも匹敵するほどであった。
この噴火で太平洋のほか、インド洋、大西洋など世界各地の沿岸で潮位変動が観測された。潮位変動は、トンガで最大20m、ペルーで2m、チリで1.7m、カリフォルニア州で1.3m、日本で1.2mなど。またバース大学の研究によると、発生直後の津波の高さは90ｍに達したとされている。この潮位変動の発生メカニズムは、大気波によるもの（気象津波）と、噴火による急激な海水の移動（津波）が混在したと考えられている。また津波以外であっても強烈な気圧波、アジア域上空でプラズマバブル（赤道上空高高度の電離構造）が噴火によって発生したことが明らかになっている。

## 経過

2022年1月15日の噴火を捉えた気象衛星GOES17号からの画像

大規模噴火の前、2021年12月20日9時35分(現地時刻)、フンガ・トンガ＝フンガ・ハアパイは噴火を開始した。ニュージーランドの航空路火山灰情報センター（ウェリントン）は航空会社に対し、航空路火山灰情報を発表した。爆発音は170キロメートル (110 mi)離れた地点でも聞こえたと報じられた。最初の噴火は12月21日午前2時まで続いた。その後も活動は継続し、12月25日に撮影された衛星画像では、島の面積が拡大したことが確認された。
火山活動は2022年1月5日には一旦弱まったが、1月14日4時ごろに活動を再開して大規模噴火が発生し、高度17 km (55,000 ft)にも達する噴煙が上がった。トンガの地質学者チームによると、直径5kmの噴煙が18～20kmの高さに昇るのを確認した。トンガ政府は住民に津波警報を発出した。
そして1月15日17時ごろ（日本時間15日13時ごろ）、さらに大規模な噴火が発生した。前年12月20日の噴火よりも約7倍強かったとみられている。噴火に伴う轟音は、トンガ国内のみならず、火山から500km以上離れたフィジーや、さらに遠く離れたニュージーランドとオーストラリアでも聞こえたとの報告が多数ある。噴煙は高度約16,000mまで上昇し、半径260キロに広がった。なお、イギリスのNERC国立地球観測センターによると、噴煙の傘は高度35kmに達し、その頂上部は高度55kmまで上昇した可能性がある。噴煙の高さは57キロに達したことが日米韓の静止気象衛星の観測データで分かった。英オックスフォード大などの研究チームが4日付の米科学誌サイエンスに発表した。観測史上最高で、地球大気の対流圏や成層圏を突き抜け、中間圏に到達していた。
衛星の観測によると、約40万トンの二酸化硫黄が放出された。
また、この噴火によって成層圏に146テラグラムの水蒸気が流入した。これは、成層圏全体の水蒸気量の10%程度に相当し、滞留期間も硫酸塩エアロゾルの2～3年を超えると予想される。この水蒸気滞留による温室効果によって温暖化が生じる可能性があるとしている。

## 噴火後
15日の大規模噴火で、火山から65km離れた首都ヌクアロファでは爆発音を観測し、やがてヌクアロファのあるトンガの本島トンガタプ島に噴石と火山灰が空から降り注いだ。トンガの多くの住民は、高台に避難している最中、交通渋滞に巻き込まれた。航空路火山灰情報センター（VAAC）は再び航空会社に航空路火山灰情報を出した。
トンガに比較的に近いフィジーのバトア島とオノ・イ・ラウ島で降灰が観測され、およそ840km離れたサモアでも大きな爆発音が分かり、ニュージーランドの北島とオーストラリアの東海岸でも聞こえた。気象衛星による宇宙からの観測で、巨大な噴煙が上がり衝撃波が太平洋を横切って伝播するのが確認された。
ニュージーランドの気象観測所では最大振幅約7hPaの衝撃波を観測したほか、オーストラリアの気象観測所でも記録された。スイスでは2.5hPaの気圧変動が測定された。日本でも、15日20時から21時過ぎ(日本時間)にかけて各地で、噴火による衝撃波の影響とみられる概ね2hPaの急激な気圧変化が起こった。
アメリカ国立気象局は、トンガから約9000km離れたアラスカ州で、噴火からおよそ8時間半後、気圧の変化と同時に人の耳でも聞こえる低周波音が記録されたとしている。
アメリカ地質調査所は、この噴火のエネルギーを表面波マグニチュードで5.8と算出した。
予備観測によると、噴煙が成層圏に大量の火山性物質を放出したと推定される。噴火は一時的な気候変動を引き起こす可能性があるとされる。オークランド大学の科学者は、1000年に1回の出来事であるとした。

### トンガ国内の被害と救援活動

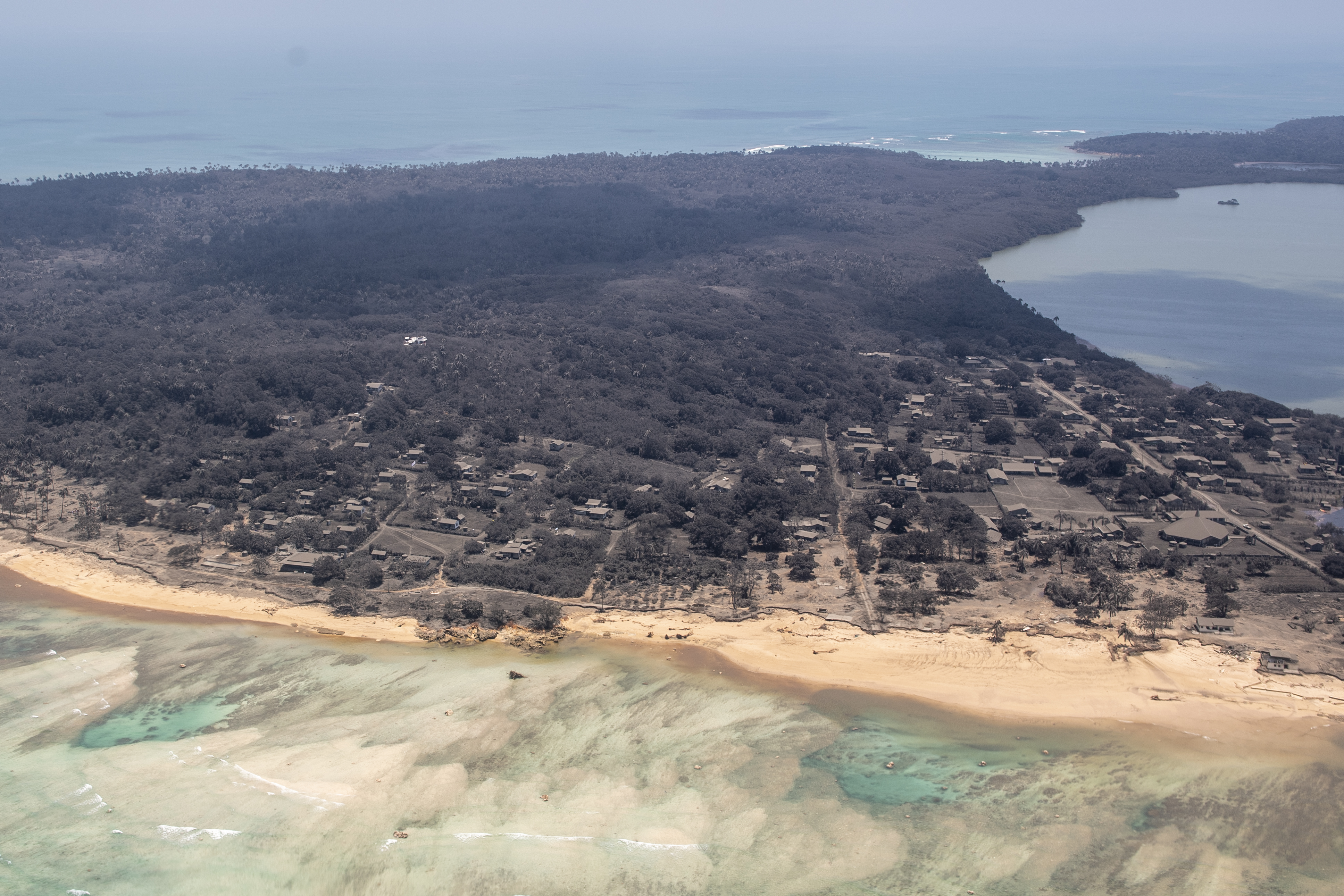
火山灰に覆われる島の様子

噴火後に首都ヌクアロファの建物の屋根に15 cmほどの火山灰が積もっており、多くの住民が教会に集まって避難した。16日には教会で避難した住民が家に戻り、商店やガソリンスタンドなども営業を始めたとの情報がある。また、降灰により水が汚染されているため、飲料水の確保が大きな課題になっていると教会関係者が話した。
トンガの気象当局は、噴火直後の17時30分すぎに津波警報を発令し、その後、同国の沿岸地域に津波が押し寄せた。オーストラリア政府によると、首都ヌクアロファに1.2 m (3.9 ft)の津波が襲来し、太平洋津波警報センターは、トンガでの津波を80 cmとした。トンガタプ島の付近にあるアタタ島が水没したとの情報もある。トンガ海軍によると、火山の近辺にある約8000人が住んでいるハアパイ諸島は推定5 m ~ 10 mの津波に襲われた可能性がある。トンガの首都ヌクアロファがあるトンガタプ島では西海岸の道路や住宅、商店などが津波による大きな被害を受けており、ヌクアロファの市街地は浸水し、王宮も被害を受けたため、国王トゥポウ6世は別荘に避難した。17日、津波にさらわれたヌクアロファ在住のイギリス人1人の遺体が見つかり、トンガ国内で確認される初の犠牲者となった。
この噴火の影響でトンガタプ島では全島が停電したため、国外との電話・インターネット通信が途絶し、トンガ国内のインターネット通信は午後6:40頃より完全に接続不能となった。噴煙で外国軍の偵察機も近づけないこともあり、噴火直後はトンガ国内の噴火と津波の被害状況を把握できなかった。また、近隣国ニュージーランドのジャシンダ・アーダーン首相は16日の記者会見で、現地の情報筋によると一部地域の停電が解消し、現地での携帯電話同士の通話も可能となったが、他国との通信手段が遮断され、被害状況の把握が難しいと示したほか、水道水が汚染されている可能性があると述べ、支援の必要性を訴えた。17日にニュージーランド政府は、ヌクアロファの大部分で停電が復旧したと明らかにした。ニュージーランド軍とオーストラリア軍の哨戒機は上空から、沿岸部での建物などに大きな被害があると確認したが、同日中の着陸は見送った。
18日、トンガの首相、シャオシ・ソヴァレニと同国の外交官によると、ハアパイ諸島とトンガタプ島の西海岸を襲った津波は最大15 mの高さに達した。トンガタプ島の西海岸では56戸の家屋が深刻な被害を受けたため、住民は既に避難所に移した。また、トンガタプ島付近のアタタ島、ハアパイ諸島のマンゴ島、フォノイフア島、ノムカ島も深刻な被害を受けたことが判明した。マンゴ島は村全体が壊滅状態で、フォノイフア島では2軒の家屋しか残っておらず、アタタ島でも多くの家屋が倒壊した。また、マンゴ島とノムカ島でそれぞれ1人が死亡し、多数の負傷者も報告された。
また、南太平洋の海底ケーブルを運営する会社、サザンクロスケーブルの担当者によると、トンガとフィジーのスバをつなぐ全長872 kmの海底光ケーブルが破損した。トンガと外国との通信にしばらく支障が出続け、通信会社が衛星電話などの代替手段を試していたが、2月22日、ほぼ5週間ぶりに復旧したと担当者が明らかにした。一方で、トンガの首都ヌクアロファがあるトンガタプ島と離島を結ぶ国内ケーブルは未だ復旧していない。同国で携帯通信を手がけるデジセルによると、北部の離島では通信が断絶した状態が続いている
。
ファアモツ国際空港は、津波と火山灰により航空機の離発着ができない状況となった。1月17日からは滑走路に積もった火山灰の撤去が始まり、同月20日になってニュージーランドからの救援機（C-130輸送機）が噴火後初めて着陸。同日にはオーストラリアの救援機も到着した。1月22日には3トンの飲料水を載せた日本の救援機も着陸している。また各国の艦船による救援も順次に行われ、日本からも、海上自衛隊の輸送艦「おおすみ」が飲料水10トンや高圧洗浄機60台および各種資機材を搭載して派遣されたほか、同時に派遣された陸上自衛隊のCH-47輸送ヘリコプターも同艦を拠点として輸送支援を行った。この際には、日本が以前に供与した給水車も活用された。

## 津波・潮位変化
噴火後には火山周辺で津波が発生した。トンガから遠く離れた日本では15日夜に気象庁が「若干の海面変動がある可能性はあるものの、被害のおそれはない」と発表した。
実際に、トンガと日本の間にあるサイパンでは波が小さく、津波は小さいとみられていた。ところが、本来の津波の到達予想時刻より2時間ほど早く、日本に気圧変動が到達した20時ごろから日本の各地で潮位の変化を観測。23時以降には予想をはるかに超えた1.2mの潮位変化があったため、気象庁は日付の変わった0時すぎに津波警報・津波注意報を発表した。気象庁は16日未明の会見で、「地震に伴い発生する通常の津波とは異なる」とし、この現象による災害を防ぐため、津波警報の仕組みを使って防災対応を呼びかけたと説明した。なお、この潮位変化は日本の北海道から南西諸島までのほか、太平洋周縁の広い範囲（アメリカ西海岸、南米など）でも観測された。これら火山からはるか遠方で、火山直近のトンガ国内と同等やそれ以上の津波が観測された。
通常の津波は10分から1時間程度の周期で、特に遠方からの津波は周期が長くなるのに対し、今回の潮位変動は数分周期と異様に短く、地震や火山噴火など海底の地形変動に生じた津波が日本に到達したとは考えにくいものだった。気象庁は急激な気圧変化による潮位の上昇が起きた可能性を指摘した。東北大学災害科学国際研究所の今村文彦は、気圧上昇の後に潮位変動が確認されたことを指摘し、噴火による空振が海面に短周期の波を作りながら進み、日本付近で波が集積するなどして、大きな津波となったと分析した。また、噴火によって太平洋全域に気圧の変化を生じさせ潮位の変動を引き起こしていると指摘している。
ウェザーニュースは日本各地で急激な気圧変化をもたらした衝撃波（空振）が地球を一周して、17日の9時前から10時過ぎにかけて、再び日本付近を通過した可能性があると指摘した上で、大きい所で1hPa程度の気圧変化が観測されたと発表した。
以下、通常の津波とは異なる潮位変化（気象津波） についても、津波被害に含めて記述する。

### オセアニア
トンガの近隣国であるフィジーのラウ諸島、カンダブ島、バヌアレブ島とビティレブ島の一部では高波や村の浸水、モゼ島、モアラ島、カンダブ島とタベウニ島では津波の被害が報告された。アメリカ領サモア、バヌアツ、オーストラリアのロード・ハウ島、マッコーリー島とノーフォーク島、ニュージーランドの北島とチャタム諸島にも津波に関する注意報が発令された。
各国で以下のような津波が観測された。
- バヌアツ - 1.4m[47]
- ニューカレドニア - 1.1m[47]
- オーストラリア・ノーフォーク島 - 1.27m[4]
- ニュージーランド・ジャクソン湾 - 1.14m[4]

### 日本

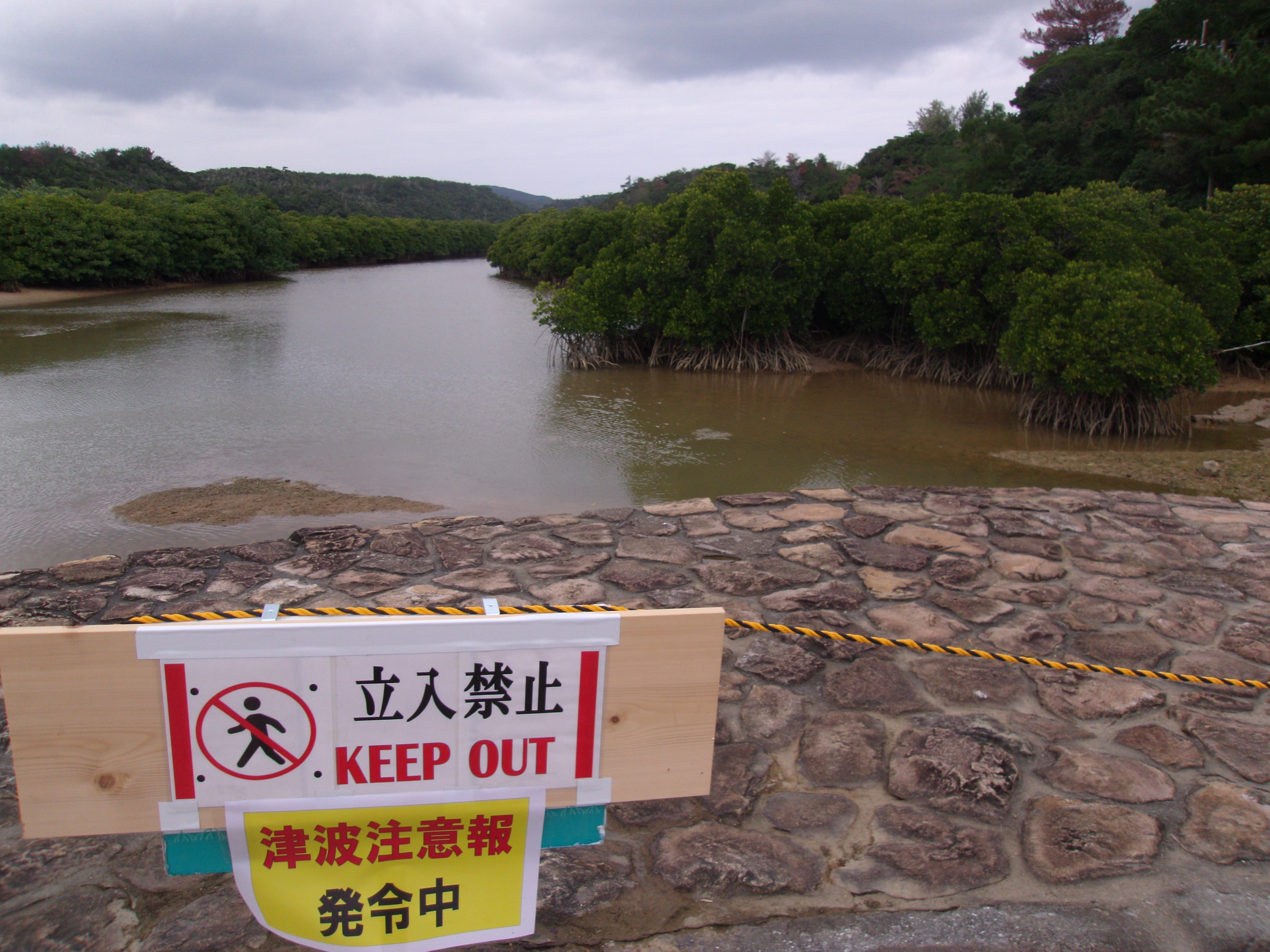
潮位変化を警戒し立入禁止措置をとる沖縄県東村の慶佐次湾マングローブ林（未明の第一波では漂着ゴミが押し寄せた）2022年1月16日撮影

日本の気象庁は、潮位変化（当初は津波と捉えていた）の確認後太平洋沿岸の各地に津波警報や津波注意報を発表した。鹿児島県奄美市小湊で1.2 m、岩手県久慈港で1.1 mの津波を観測するなど、各地に津波が押し寄せた。宮城県多賀城市の砂押川では16日0時45分ごろ、津波が川を逆流する様子が確認された。
津波警報の発表及び、1mを超える高さの潮位変化が観測されたのは、2016年の福島県沖地震（東北地方太平洋沖地震の余震）以来である。また、海底火山の噴火による潮位変化が日本で観測されるのは、福徳岡ノ場（2021年）に続く事例となった。
総務省消防庁によると、16日7時半の時点で青森県、岩手県、宮城県、千葉県、徳島県、高知県、宮崎県、鹿児島県の8県の55市町村で10万8667世帯、22万9239人に避難指示が出されていた。
各地で鉄道が運転を見合わせたり航空路が欠航するなど、交通にも大きな影響が出た。鉄道では太平洋岸の路線を中心に青森県内と岩手県内の八戸線の全線と岩手県内の三陸鉄道リアス線の全線、東北本線、山田線、釜石線の一部の列車が運休、宮城県内と福島県内の常磐線、宮城県内の石巻線などの一部区間で運転を見合わせた。また千葉県では自治体から避難指示が出た影響で内房線と外房線の一部区間で運転を見合わせたほか、京葉線や東金線の一部列車に遅れや運休が出た。航空路では日本航空の仙台空港、奄美空港、徳之島空港を発着する合計27便のほか、スカイマークの奄美空港を発着する一部の便で欠航となった。航路では神奈川県横須賀市の久里浜港と千葉県富津市の金谷港を結ぶ東京湾フェリーが欠航した。自動車道では静岡県の熱海ビーチラインや千葉県の九十九里有料道路の全線で通行止めとなった。
また岩手県宮古市にある岩手県立大学宮古短期大学部では、1月16日の大学入学共通テスト2日目が津波警報による交通機関の影響で中止になり、この会場の受験生は1月30日の再試験の対象となった。千葉県東金市の城西国際大学でも、試験時間を1時間繰り下げて実施した。大学入試センターは避難指示の影響などで受験できなかった場合は、1月30日に行われる追試験の対象になると発表し、同月26日に津波警報・注意報による公共交通機関の運休により、テストを受験できなかった6人が追試験、前述の宮古市の会場にて受験予定だった181人が再試験の対象になったことを同センターが明らかにした。
沖縄県糸満市と鹿児島県奄美市では、避難する際に転倒してそれぞれ1人が軽傷を負った。高知県や徳島県、三重県などでは潮位変化により漁船が沈没したり転覆したりする被害が出た。
なお、この噴火によって、1月22日に放送予定だったテレビ朝日系アニメ『ドラえもん』のエピソード「まあまあ棒」が、噴火を想起させる内容の影響で急遽「テレビとりもち（再放送）」に差し替えとなった。「まあまあ棒」は11月26日に改めて放送された。
時系列(日本時間)
- 1月15日13時10分 - 火山噴火。
- 19時 - 気象庁が「津波予報（若干の海面変動）」を発表。海面変動の予想時刻は、早い沿岸で15日21時頃と発表した[94][95]。
- 22時52分 - 東京都小笠原父島で90 cmの潮位変化を観測[96]。
- 23時55分 - 鹿児島県奄美市小湊で1.2 mの潮位変化を観測[97]。
- 16日0時15分 - 奄美群島・トカラ列島に津波警報[98]。北海道太平洋沿岸東部、北海道太平洋沿岸中部、北海道太平洋沿岸西部、青森県日本海沿岸、青森県太平洋沿岸、岩手県、宮城県、福島県、茨城県、千葉県九十九里・外房、千葉県内房、東京都の伊豆諸島、小笠原諸島、神奈川県の相模湾・三浦半島、静岡県、愛知県外海、伊勢・三河湾、三重県南部、和歌山県、徳島県、高知県、宮崎県、鹿児島県東部、種子島・屋久島地方、沖縄本島地方、大東島地方、宮古島・八重山地方に津波注意報[98]を発表。緊急警報放送が発信される。
- 2時00分 - 気象庁の宮岡一樹地震情報企画官が会見し[99]、津波警報・注意報を発表した経緯について「現時点（2時33分時点）で今回の潮位変化が本当に津波かどうかわかっておりません。ただし、大きな潮位の変化が観測されておりますので、防災上の観点から津波警報、注意報の仕組みを使って防災対応を呼びかけているものです[99]。」と説明した。
- 2時26分 -岩手県の久慈港での潮位変化が1.1 mを超え、2時54分に岩手県沿岸部が津波警報に切り替えられる[100]。この警報切り替えで、NHKでは2回目の緊急警報放送が発信された。
- 4時07分 - 長崎県西方と鹿児島県西部に津波注意報を追加発表[101]。
- 7時30分 - 鹿児島県奄美群島とトカラ列島の津波警報が注意報に切り替えられる[102]。
- 11時20分 - 岩手県の津波警報が注意報に切り替えられる[103]。
- 14時00分 - 全ての津波注意報が解除され[104]、津波予報に切り替えられる。

2022年1月16日（日）時点で、津波警報・津波注意報が発表された沿岸と、検潮所で観測された潮位変化の高さは次の通り。
| 津波情報   | 津波予報区の名称     | 津波の予想高さ | 予報区内で観測した潮位変化の高さの最大値 |
| ---------- | -------------------- | -------------- | ---------------------------------------- |
| 津波警報   | 奄美群島・トカラ列島 | 3 m            | 134 cm（最も高い潮位変化）               |
| 津波警報   | 岩手県               | 3 m            | 107 cm                                   |
| 津波注意報 | 北海道太平洋沿岸東部 | 1 m            | 100 cm                                   |
| 津波注意報 | 北海道太平洋沿岸中部 | 1 m            | 0.8 m                                    |
| 津波注意報 | 北海道太平洋沿岸西部 | 1 m            | 37 cm                                    |
| 津波注意報 | 青森県日本海沿岸     | 1 m            | 14 cm                                    |
| 津波注意報 | 青森県太平洋沿岸     | 1 m            | 54 cm                                    |
| 津波注意報 | 宮城県               | 1 m            | 74 cm                                    |
| 津波注意報 | 福島県               | 1 m            | 65 cm                                    |
| 津波注意報 | 茨城県               | 1 m            | 56 cm                                    |
| 津波注意報 | 千葉県九十九里・外房 | 1 m            | 32 cm                                    |
| 津波注意報 | 千葉県内房           | 1 m            | 50 cm                                    |
| 津波注意報 | 伊豆諸島             | 1 m            | 0.9 m                                    |
| 津波注意報 | 小笠原諸島           | 1 m            | 88 cm                                    |
| 津波注意報 | 相模湾・三浦半島     | 1 m            | 0.4 m                                    |
| 津波注意報 | 静岡県               | 1 m            | 66 cm                                    |
| 津波注意報 | 愛知県外海           | 1 m            | 63 cm                                    |
| 津波注意報 | 伊勢湾・三河湾       | 1 m            | 20 cm                                    |
| 津波注意報 | 三重県南部           | 1 m            | 53 cm                                    |
| 津波注意報 | 和歌山県             | 1 m            | 93 cm                                    |
| 津波注意報 | 徳島県               | 1 m            | 59 cm                                    |
| 津波注意報 | 高知県               | 1 m            | 100 cm                                   |
| 津波注意報 | 長崎県西方           | 1 m            | 28 cm                                    |
| 津波注意報 | 宮崎県               | 1 m            | 68 cm                                    |
| 津波注意報 | 鹿児島県東部         | 1 m            | 72 cm                                    |
| 津波注意報 | 種子島・屋久島地方   | 1 m            | 68 cm                                    |
| 津波注意報 | 鹿児島県西部         | 1 m            | 59 cm                                    |
| 津波注意報 | 沖縄本島地方         | 1 m            | 28 cm                                    |
| 津波注意報 | 大東島地方           | 1 m            | 13 cm                                    |
| 津波注意報 | 宮古島・八重山地方   | 1 m            | 35 cm                                    |

上記のうち、主要な地点で観測した潮位変化の高さと時刻は以下の通り。
| 津波予報区           | 観測点         | 観測時刻（JST） | 潮位変化の高さ（最大波高） |
| -------------------- | -------------- | --------------- | -------------------------- |
| 奄美群島・トカラ列島 | 奄美市小湊     | 15日23時55分    | 134 cm                     |
| 岩手県               | 久慈港         | 16日2時26分     | 107 cm                     |
| 北海道太平洋沿岸東部 | 浜中町霧多布港 | 16日1時5分      | 100 cm                     |
| 高知県               | 土佐清水       | 16日0時23分     | 100 cm                     |
| 小笠原諸島           | 父島二見       | 15日22時52分    | 100 cm                     |
| 和歌山県             | 串本町袋港     | 16日1時23分     | 100 cm                     |
| 和歌山県             | 御坊市祓井戸   | 16日0時31分     | 100 cm                     |
| 高知県               | 室戸市室戸岬   | 16日0時15分     | 0.8 m                      |
| 伊豆諸島             | 八丈島八重根   | 16日3時4分      | 0.8 m                      |

### 南北アメリカ
ペルーでは当初、影響はないとして津波警報は発令されず、避難指示もなかったが、北部のランバイエケ県の海岸では2人が2mの津波に巻き込まれて死亡し、中部のパラカスやカヤオでも津波が観測された。また、首都リマ近郊のラ・パンピリヤ（La Pampilla）にある製油所では、原油の荷降ろし作業中のタンカーを津波が直撃して衝撃で原油が流出し、海洋汚染が危惧される事態になっている。チリの国家緊急対策庁によれば、同国北部アタカマ州チャニャラルでは1.9 mの津波、イースター島では60 cmの津波が観測された。エクアドルでも一時津波警報が出された。
米国ではカリフォルニア州のサンタクルーズで1.3 mの津波が観測された。同地で海岸沿いの駐車場が冠水して、一部の車が押し流されるなどの被害が出た。
各国で以下のような津波が観測された。
- アメリカ合衆国・カリフォルニア州 - 1.3m[47]
- アメリカ合衆国・アラスカ州 - 1m[47]
- ペルー - 2ｍ超[109]
- チリ - 1m超[47]

この他、南北アメリカ大陸とパナマ地峡で太平洋と隔てられているカリブ海のプエルトリコでも潮位の変化が観測された。

## 気候への影響
この噴火は近年稀に見る巨大噴火であったため、地球の気候にも影響を与えるのではないかと懸念されていた。しかし実際は、地球を低温化させる二酸化硫黄の放出量は1991年のピナトゥボ山噴火の約40分の1しかなく、比較的少ないことがわかった。そのため、この噴火が地球の気候に与える影響は限定的であるとされた。気象庁気象研究所の小畑淳室長によれば 「地球全体の気候に影響するのは少なくとも二酸化硫黄の放出が1千万トン以上の場合」であるという。

## 潮位変化のメカニズム
気象庁は2022年4月7日、トンガ沖の海底火山の噴火に伴う津波（潮位変化）の発生原因に関する有識者会議の報告書を公表した。それによると、噴火による空気の振動で「ラム波」と呼ばれる音速に近いスピード（秒速300メートル程度）の気圧波が同心円状に発生し、海面が押されたことなどによって、潮位変化が発生したという。また、気圧波が海面の波と共鳴したために日本沿岸でも津波が観測された可能性があることが指摘された。同日気象庁は、この事例を教訓として、火山性津波の発生が予想される場合には、 気圧波（ラム波）の速度から津波の到達時刻を予想するよう、運用を変更した。
また、気象庁は同年7月より火山噴火に伴う気圧波による潮位変動の名称を「津波」に統一することや、噴煙高度が15,000mを超過する大規模噴火が発生した場合に「遠地地震に関する情報」（今後、名称が変更される予定）の枠組みを使用して情報発信を開始することなどを発表した。

## 電離圏への影響
名古屋大学宇宙地球環境研究所の新堀淳樹特任助教を筆頭とする研究チームは、全球測位衛星システム(GNSS) 、気象衛星ひまわり、ジオスペース探査衛星「あらせ」、電離圏観測機器などのデータを解析し、2023年5月23日に噴火に伴う同心円状の気圧波が引き起こした電離圏電子密度の不規則構造の観測といった宇宙空間への影響について発表した。
IUGONET解析ツールによる解析の結果「火山噴火に伴って発生した気圧波の到来のタイミングで、磁気赤道を挟んで5分間のTEC（全電子数）の時間変化の分散値が増加している領域が現れていること（電離圏に穴が生まれた）」、「電子密度が周囲と比べて1～2桁も電子密度が急減する多数のプラズマバブルが形成されたいること」が判明した。このプラズマバブルは高さ2000kmまで到達している他、日本のような緯度の地域で観測されるのは過去の研究から見てもとても珍しいことである。
また、グアムに設置されたイオノゾンデ観測によって、電離圏が250kmから400km近くまで上昇していることが示され、急激なTEC値の上昇と同期していることが分かった。この電離圏の上昇がプラズマバブルの発生に関わっていることが推察される。

## 復興
2023年1月15日の日本放送協会(NHK)の報道によれば多く降り積もっていた火山灰はほぼ除去され、津波で海底ケーブルが損傷し通信が困難になっていた電話やインターネットは、離島を除いてほぼ復旧し、首都ヌクアロファもほぼ噴火発生前と同等の状態まで復興したとしている。
一方津波の影響を受けた地域は故郷に戻れない状況となっている（例としてアタタ島から100人ほどが首都があるトンガタプ島へ移住し、まだ戻れていない人もいる）。